# Speed of Sound
«Speed of Sound» es una canción de la banda inglesa Coldplay. Fue escrita por todos los miembros del grupo para su tercer álbum de estudio, X&Y, donde figura como la séptima pista. Construida sobre un ostinato de piano, desemboca en un poderoso estribillo. Se lanzó el 23 de mayo de 2005 a través de Parlophone como el principal sencillo del álbum.
El vocalista de la banda, Chris Martin, admitió que el tema se compuso luego de que escucharan a la cantante inglesa de rock alternativo Kate Bush. El acompañamiento de batería de "Speed of Sound" es similar al de la canción "Running Up That Hill" de esta artista. Tras su lanzamiento como sencillo, se ubicó en el segundo puesto de la UK Singles Chart, mientras que en los Estados Unidos alcanzó la octava posición de la lista Billboard Hot 100.
Fue elegida la canción del año por la American Society of Composers, Authors and Publishers, el tema fue alabado recibiendo buenas críticas por parte de la prensa musical. El tema recibió dos nominaciones a los premios Grammy en su 48.ª edición, ganó el premio al mejor sencillo británico en los Brit Awards de 2006 y su video promocional recibió cuatro nominaciones en los premios MTV. Además, fue la canción número mil millones descargada en iTunes.

## Historia

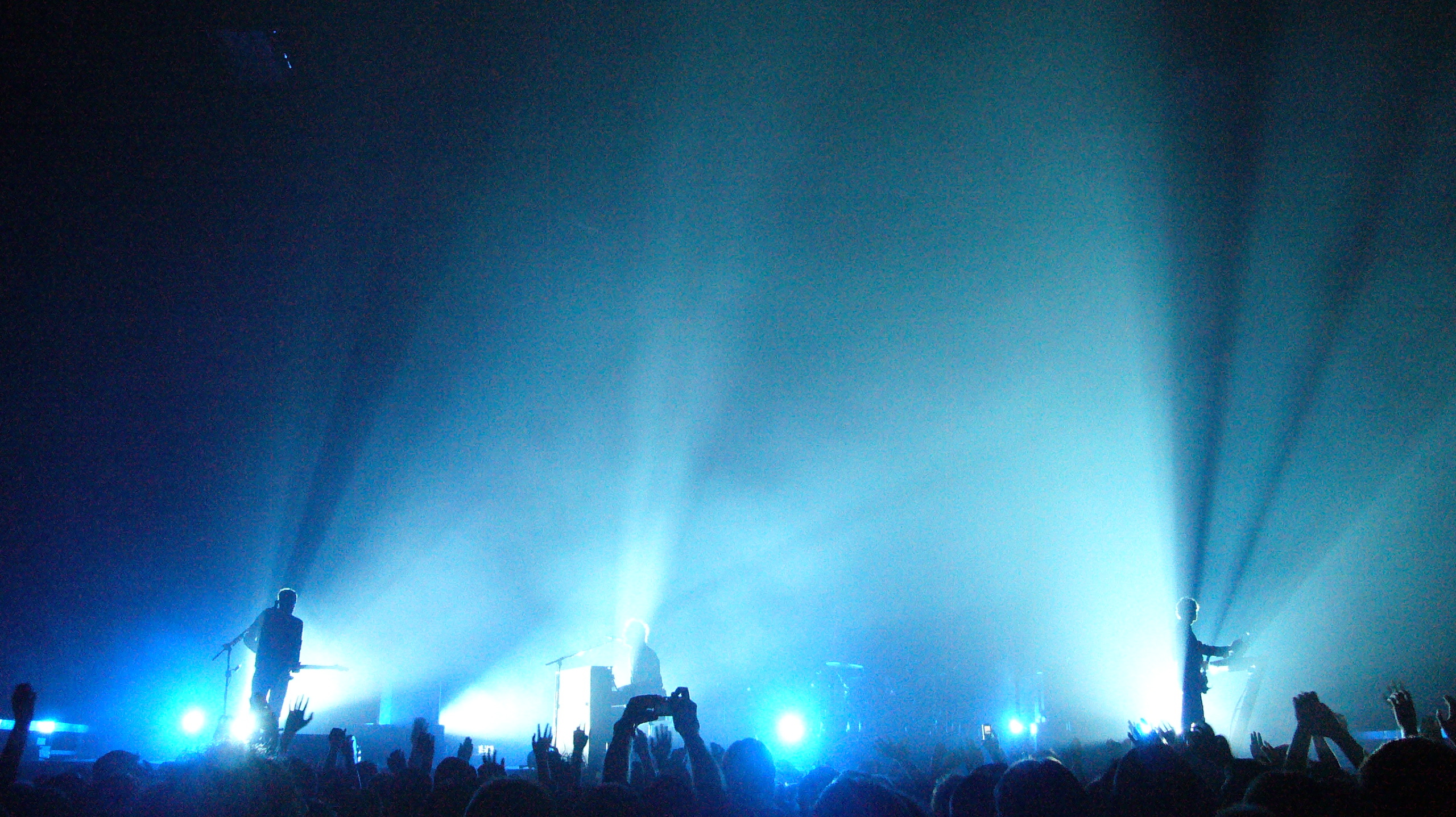
Coldplay durante un concierto en Zúrich en 2005.

En una entrevista, el vocalista Chris Martin reveló que la canción había sido escrita a mediados de 2004 y fue inspirada por su hija, Apple, y la cantante Kate Bush: "es una canción de cuando estábamos escuchando mucho a Kate Bush el verano pasado y quisimos hacer una que tuviera muchos tom-toms. Además, acababa de tener a mi hija y me encontraba en una especie de sensación como de sobrecogimiento y asombro, así que la canción es como si fuera una de Kate Bush sobre milagros". El acompañamiento de batería se inspiró en la canción de Bush de 1985 "Running Up That Hill".
En otra entrevista, el bajista Guy Berryman comentó: "Estuvimos escuchando una canción de Kate Bush titulada 'Running Up That Hill' e intentamos recrear la parte de batería de esa canción para la nuestra, lo mismo que los acordes. Algunas bandas son reacias a admitir que toman cosas de otros artistas y bandas que escuchan, pero nosotros no tenemos vergüenza al respecto, no nos importa decirlo".

## Descripción
"Speed of Sound" es una canción en la cual el piano tiene una gran importancia. La canción posee un ostinato profusamente adornado de teclado y un cargado estribillo con fuertes golpes de batería, sonido muy sintético y aumento del tempo.
Su letra es críptica, si bien los versos finales de la tercera estrofa se refieren a la fe y la esperanza: "If you could see it then you’d understand/ah when you see it then you’ll understand" ("Si pudieras verlo entonces lo entenderías/Oh, cuando lo veas, entonces lo entenderás"); al igual que "Some things you have to believe/others are puzzles puzzling me" ("En algunas cosas debes de creer/Otras son rompecabezas que me confunden"). El cuarto verso en la segunda estrofa se refiere a descubrir el lugar de uno en el mundo: "How long am I gonna stand/with my head stuck under the sand" ("Cuánto tiempo estaré/Con mi cabeza atrapada bajo la arena").
En su reseña de X&Y, Bill White, del periódico Seattle Post-Intelligencer expresó que "la disminución de creatividad se hace evidente en 'Speed of Sound' comparando con melodías de Jeff Buckley ('Last Goodbye') y Keane ('Everybody's Changing')".

## Lanzamiento y promoción
Coldplay lanzó "Speed of Sound" en los Estados Unidos el 18 de abril de 2005 como el sencillo principal de su tercer álbum. Se la radiodifundió por primera vez en la BBC Radio 1 con Steve Lamacq al día siguiente. El sencillo contiene dos lados B: "Things I Don't Understand" y "Proof". En el Reino Unido, se lanzó en formato CD el 23 de mayo del mismo año.
No logró ingresar al primer puesto de la UK Singles Chart debido a que estaba ocupado por la canción novedad de Crazy Frog "Axel F", aunque ocupó la segunda posición durante una semana y se mantuvo en el Top 75 por 16 semanas no consecutivas. Sin embargo, se volvió el primer sencillo de Coldplay número uno en cantidad de descargas en el Reino Unido, así como también fue el primer tema de la banda en entrar en el Top 10 de la lista de éxitos Billboard Hot 100, alcanzando el octavo puesto y pasando así a ser su sencillo más exitoso hasta que "Viva la Vida" llegó al primer lugar en 2008. También, "Speed of Sound" representó la primera vez que un tema de una banda británica ingresara directamente en el Top 10 del Billboard Top 100 desde "Say You'll Be There" de Spice Girls. Fue además la canción número mil millones en descargarse en iTunes, sitio desarrollado por Apple. Cingular Wireless sacó un ringtone, habiendo logrado tener un extracto de "Speed of Sound" disponible una semana antes de ser radiodifundida.

### Recepción de la crítica
"Speed of Sound" recibió críticas positivas. Pitchfork Media le otorgó un puntaje de 4.0 sobre cinco, resaltando su similitud con "Clocks", el sencillo principal de A Rush of Blood to the Head. En la reseña de la revista estadounidense Rolling Stone sobre el álbum, el crítico Kelefa Sanneh también mencionó esta semejanza, opinando que se trataba de "una canción conmovedora y bien condensada por el sonido cristalino de la guitarra eléctrica de Buckland y el piano de Chris Martin". Matt Freelove de Blogcritics comentó: "Ciertamente, podría haber encajado en su segundo álbum en términos musicales. [...], el sencillo aun así es bastante bueno y suena hermoso, el cual también reflejaba el cambio de dirección que la banda empezaba a tomar ". Joe Tangari, de Pitchfork, afirmó que: "La melodía vocal supera la de 'Clocks' por un pelo". Nick Southall de la revista Stylus expresó que "apunta a una estética lúcida, tecnológicamente consciente y plagada de sintetizadores, [donde] todo desarrollo es puramente superficial. [...] 'Speed of Sound' consolida aún más la estética futurista; brillante, limpia, gigantesca atención al detalle, la evitación del verdadero dolor y la pasión privilegiando unos anestesiados, pero deliciosos y vacíos [sentimientos de] melancolía y temor".
"Speed of Sound" recibió nominaciones para dos premios Grammy en las categorías de mejor performance de un dúo o grupo con vocalista en la edición de estos reconocimientos de 2006. También ganó en la categoría de mejor canción en la edición de 2005 de los premios MTV y, en diciembre de ese año, figuró en el noveno puesto en la lista de la revista Q de las 100 mejores canciones del año. En 2006, ganó en la edición de los Brit Awards un premio al mejor sencillo británico. En ese mismo año, la American Society of Composers, Authors and Publishers reconoció a "Speed of Sound" como tema del año.
Además, la canción aparece en el popurrí de polcas del comediante "Weird Al" Yankovic "Polkarama!", dentro de su álbum de octubre de 2006 Straight Outta Lynwood. También se la puede escuchar en el videojuego SingStar Rocks! y ha sido parodiada en la serie de Fox Mad TV.
En 2007, apareció en el episodio de la serie Cold Case Stalker como canción de apertura y en una escena final de la película mexicana Una película de huevos.[cita requerida]

## Video promocional

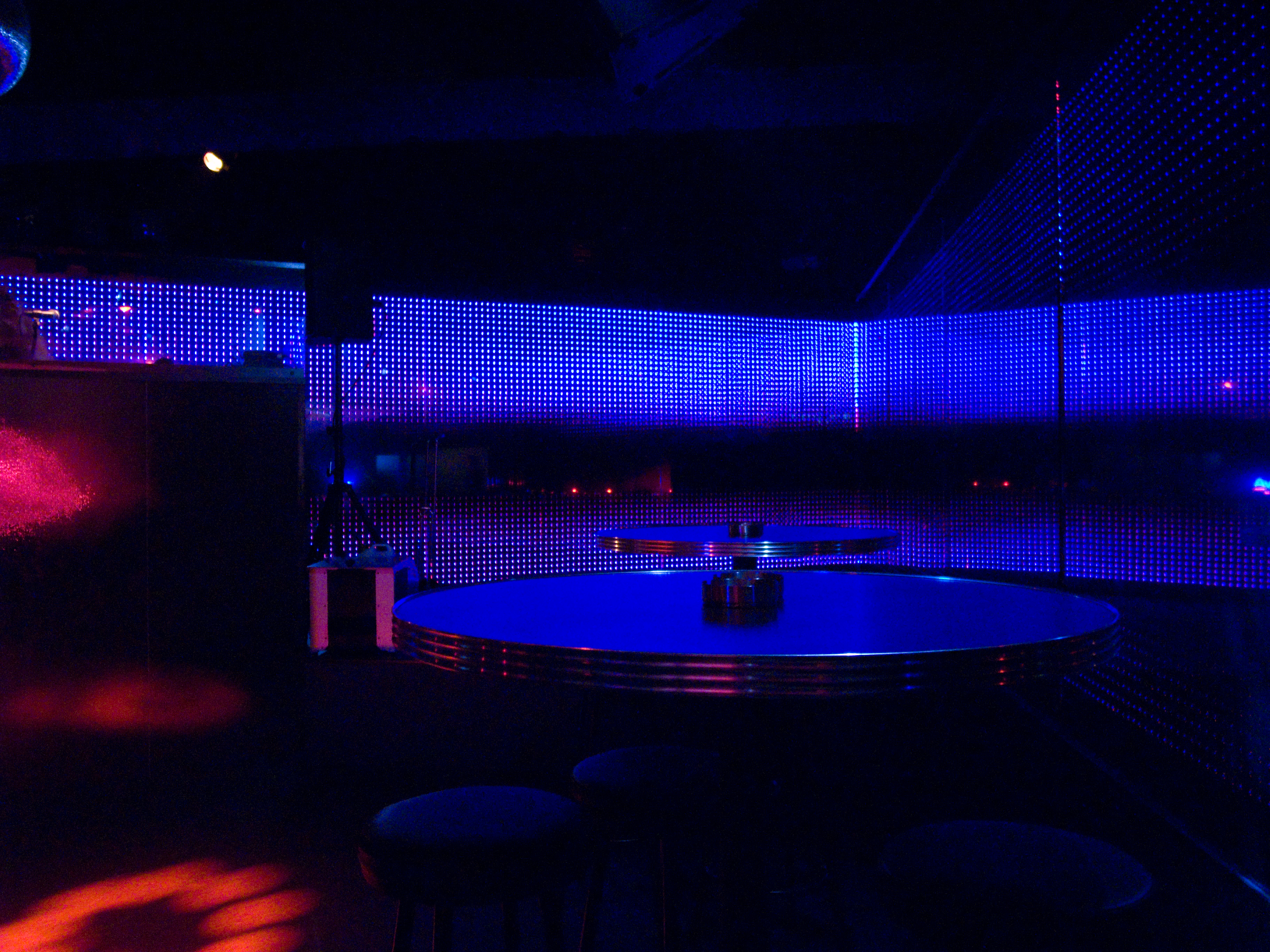
Ejemplo de pantalla led, similar a la utilizada en el video.

El video promocional se filmó en Los Ángeles el 22 y 23 de abril de 2005. El rodaje tuvo lugar en un gran escenario respaldado por dispositivos diodos emisores de luz desarrollados por Element Labs. El video de la interpretación de Coldplay fue dirigido por Mark Romanek. En él, se muestra a la banda tocando de espaldas a una pared curva que consiste en 640 tubos led ubicados en centros de 6 pulgadas.
Las animaciones que se ven a través de la pantalla led se programaron y ejecutaron en directo durante la filmación. Romanek quería los componentes de la canción divididos y tener así la batería, bajo, guitarra y voz en pistas separadas, que serían luego animadas, y las luces sintetizadas para cada una de las pistas. Finalmente, Romanek y Michael Keeling, el diseñador de los efectos, optaron por usar la pista de voz de Martin para crear las animaciones "porque era muy dinámica. Aproximadamente el 75% del video es gobernado por animación activada por voz", dijo Keeling.
El video comienza con la pantalla totalmente oscura, tras lo cual una luz enmarca a Martin mostrando cómo eleva la mirada hacia el cielo para localizarlo más allá de las sombras. Más adelante, se puede ver un plano conjunto de los miembros de la banda interpretando la canción. En el momento en que Martin extiende sus manos, la pantalla se llena de luces en una erupción de colorido, cambiando el fondo de la pantalla de color a medida que trascurre el tema. Finaliza con la banda en hilera, de espaldas hacia la pantalla luminosa, que emite una luz blanca.
Debutó el 23 de mayo de 2005 y tuvo éxito en las listas de los programas de videos musicales. Ingresó el 11 de junio del mismo año en el sexto puesto de la lista No. 1 Countdown Rock de Fuse, retirándose el 5 de agosto en el séptimo lugar. Además, llegó al decimosexto puesto en la lista de MuchMusic pasado un mes desde su debut. En la edición de los premios MTV de 2005, recibió cuatro nominaciones en las categorías de video del año, mejores efectos especiales, mejor edición y mejor cinematografía. El video ingresó en el décimo puesto en el Top 40 de 2005 del canal televisivo estadounidense VH1.

## Lista de canciones
| Sencillo en CD |                             |          |  |
| N.º            | Título                      | Duración |  |
| 1.             | «Speed of Sound»            | 4:49     |  |
| 2.             | «Things I Don't Understand» | 4:55     |  |
| 3.             | «Proof»                     | 4:12     |  |

| CD Promocional |                                  |          |  |
| N.º            | Título                           | Duración |  |
| 1.             | «Speed of Sound» (Radio Edit)    | 4:29     |  |
| 2.             | «Speed of Sound» (Álbum Versión) | 4:49     |  |

| CD Promocional México |                                  |          |  |
| N.º                   | Título                           | Duración |  |
| 1.                    | «Speed of Sound» (Álbum Versión) | 4:49     |  |

| CD Promocional Europa |                                 |          |  |
| N.º                   | Título                          | Duración |  |
| 1.                    | «Speed of Sound» (Instrumental) | 4:49     |  |

| Descarga Digital |                         |          |  |
| N.º              | Título                  | Duración |  |
| 1.               | «Speed of Sound» (Live) | 4:45     |  |

## Posición en las listas
| Lista (2005)                  | Posición más alta |
| ----------------------------- | ----------------- |
| Suiza (Swiss Music Charts)    | 22                |
| Austria (Ö3 Austria Top 40)   | 23                |
| Países Bajos                  | 6                 |
| Belgium (Vl)                  | 34                |
| Belgium (Wa)                  | 31                |
| Francia (SNEP)                | 42                |
| Suecia                        | 34                |
| Finlandia                     | 3                 |
| Taiwán                        | 1                 |
| Noruega (VG-lista)            | 11                |
| UK Singles Chart              | 2                 |
| Dinamarca (Tracklisten)       | 7                 |
| Italia (FIMI)                 | 2                 |
| Polonia (Polish Music Charts) | 1                 |
| España (Promusicae)           | 2                 |
| Argentina                     | 6                 |
| Chile                         | 2                 |
| Brasil                        | 2                 |
| Australia (ARIA)              | 9                 |
| Nueva Zelanda (RIANZ)         | 13                |
| Billboard Hot 100             | 8                 |
| Billboard Alternative Songs   | 5                 |
| Billboard Pop 100             | 14                |